# Paepalanthus nipensis
Paepalanthus nipensis är en gräsväxtart som beskrevs av Gonz.Géigel. Paepalanthus nipensis ingår i släktet Paepalanthus och familjen Eriocaulaceae. Inga underarter finns listade i Catalogue of Life.